# Contarinia dipsacearum
Contarinia dipsacearum är en tvåvingeart som beskrevs av Rubsaamen 1921. Contarinia dipsacearum ingår i släktet Contarinia och familjen gallmyggor. Inga underarter finns listade i Catalogue of Life.